# IC 988
IC 988  ist eine elliptische Galaxie vom Hubble-Typ E-S0 im Sternbild Jungfrau am Nordsternhimmel. Sie ist rund 339 Millionen Lichtjahre von der Milchstraße entfernt.
Entdeckt wurde das Objekt am 28. Mai 1891 vom französischen Astronomen Stéphane Javelle.